# Douglas brigand par amour
Pour plus de détails, voir Fiche technique et Distribution.
Douglas brigand par amour (The Knickerbocker Buckaroo) est un film américain réalisé par Albert Parker, sorti en 1919.

## Fiche technique
- Titre original : The Knickerbocker Buckaroo
- Titre français : Douglas brigand par amour
- Réalisation : Albert Parker
- Scénario : Douglas Fairbanks, Joseph Henabery, Frank Condon et Theodore Reed
- Photographie : Glen MacWilliams et Hugh McClung
- Montage : William Shea
- Pays de production : États-Unis
- Format : Noir et blanc - 1,33:1 - Film muet
- Genre : comédie romantique, western
- Durée : 77 minutes
- Date de sortie : 1919

## Distribution
- Douglas Fairbanks : Teddy Drake
- Marjorie Daw : Rita Allison
- William A. Wellman : Henry
- Frank Campeau : Crooked Sheriff
- Edythe Chapman : la mère de Teddy
- Albert MacQuarrie (en) : Manual Lopez
- Theodore Reed : New York Clubman